# Ossido

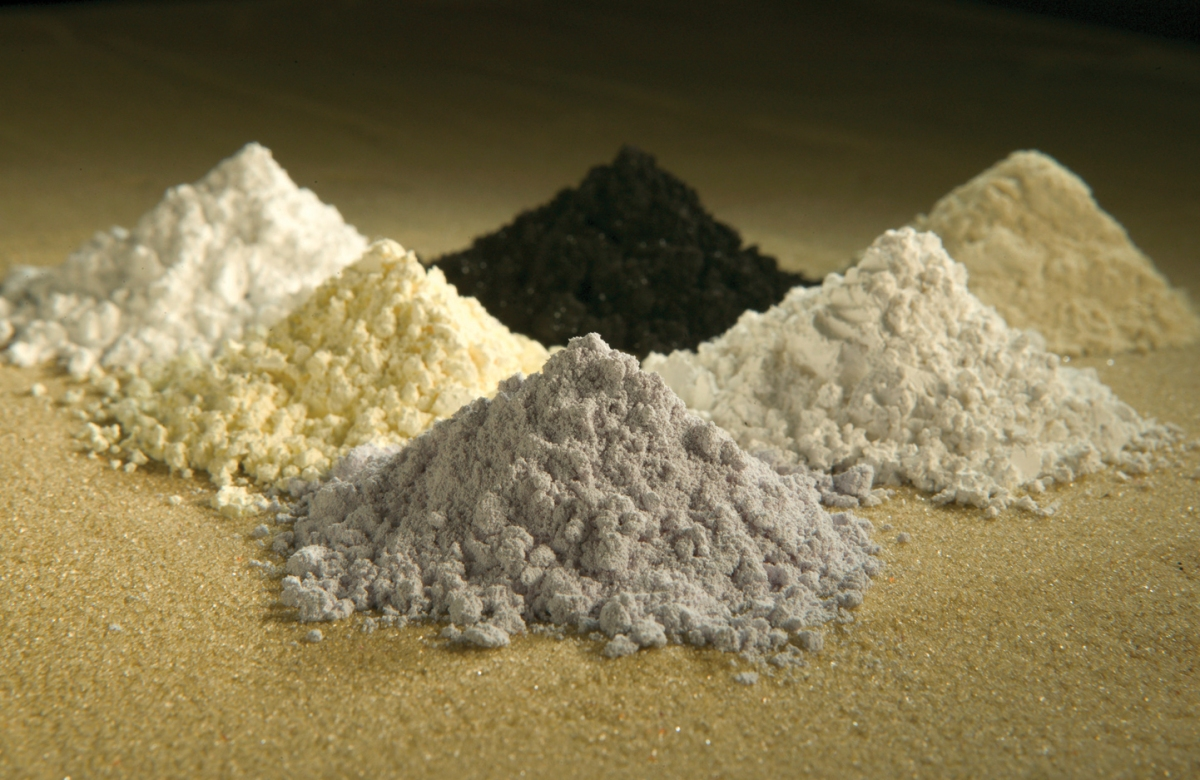
Ossidi di terre rare

Un ossido è un composto chimico binario che si ottiene dalla reazione dell'ossigeno su di un altro elemento, così che la sua formula chimica contenga almeno un atomo di ossigeno e uno dell'altro elemento. Nel XVII secolo erano compresi nelle arie, nel XVIII secolo erano conosciuti genericamente come calci, mentre si è passati al termine attuale dopo Lavoisier e la scoperta dell'ossigeno. Gli ossidi sono estremamente diffusi sulla superficie terrestre, e sono i costituenti base di molti minerali: per esempio, la magnetite è un ossido misto di ferro, e la silice è un ossido di silicio.

## Ossidi basici

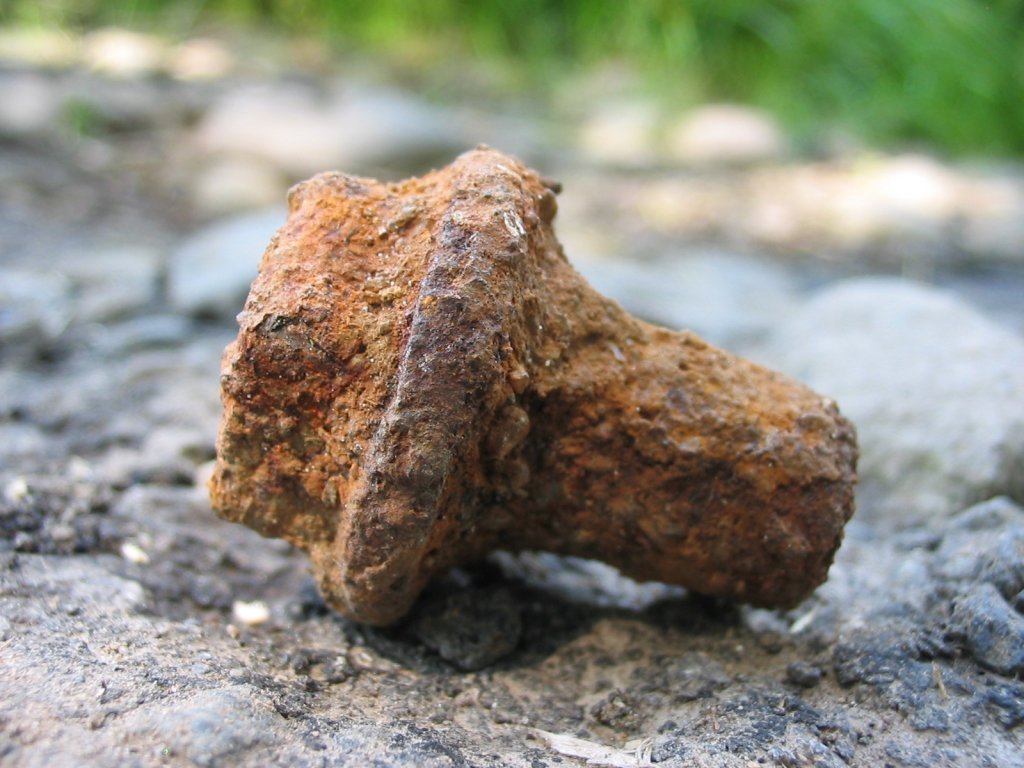
La comune ruggine è formata da ossidi di ferro

Gli ossidi basici vengono formati dal legame tra un metallo e l'ossigeno e reagendo con l'acqua danno luogo a idrossidi, comportandosi come basi.
Tutti i metalli alcalini e i metalli alcalino terrosi hanno solo un numero di ossidazione, cioè formano esclusivamente un ossido ciascuno ed esso è sempre basico: perciò secondo la nomenclatura IUPAC, questi ossidi vengono identificati come "ossido di..." seguito dal nome dell'elemento. Ad esempio Na2O è un ossido basico e secondo la nomenclatura IUPAC sarà chiamato semplicemente ossido di sodio.
Se invece l'elemento ha più numeri di ossidazione, come nel caso dei metalli di transizione e dei non metalli soprattutto dal terzo periodo in poi, di norma esso si comporta come basico se il suo numero di ossidazione è compreso tra 0 e +3: per esempio il cromo, il manganese possono anche formare ossidi acidi pur essendo metalli, mentre il carbonio e lo zolfo possono formare ossidi basici pur essendo non metalli. Si noti però che con ciascun numero di ossidazione questi quattro elementi hanno un unico comportamento possibile: diverso è il caso degli ossidi anfoteri.

## Ossidi acidi
Gli ossidi acidi (anidridi nella nomenclatura tradizionale) sono formati generalmente dal legame tra un non metallo e l'ossigeno. Gli ossidi acidi reagendo con l'acqua formano un ossiacido, comportandosi quindi in soluzione come un acido.
In prima approssimazione si formano dall'ossidazione di un non metallo; in realtà ciò contraddice il comportamento basico osservato in particolari ossidi di non metalli come il monossido di carbonio, gli ossidi basici dello zolfo, il biossido di stagno, e non spiegherebbe il fatto che anche alcuni ossidi di metalli di transizione come l'ossido di zirconio e gli ossidi di molibdeno hanno comportamento acido.
Si arriva perciò parallelamente a quanto stabilito per gli ossidi basici al criterio empirico che per gli ossidi acidi il numero di ossidazione sia maggiore o uguale a +3, tenendo però presente che esistono ancora eccezioni come il monossido di dicloro. Il comportamento acido è comunque per ogni elemento in generale tanto più marcato e puro quanto più è alto il numero di ossidazione, come nel caso del cloro.

## Ossidi anfoteri
Gli ossidi possono avere in realtà comportamento anfotero anche secondo Arrhenius, specie quando il numero di ossidazione è nell'intorno di +3: è il caso in particolare dell'ossido di zinco, che reagisce in modo differente in base al pH della soluzione,
- Soluzione acida: {\displaystyle {\ce {ZnO\ +\ 2HCl->ZnCl2\ +\ H2O}}}
- Soluzione basica: {\displaystyle {\ce {ZnO \ + \ 2NaOH \ + H2O -> Na2^{2+}[Zn(OH)4]^{2-}}}}

come anche del monossido di piombo:
- Soluzione acida: {\displaystyle {\ce {PbO\ +\ 2HCl->PbCl2\ +\ H2O}}}
- Soluzione basica: {\displaystyle {\ce {PbO\ +\ Ca(OH)2\ +\ H2O->Ca^{2+}[Pb(OH)4]^{2-}}}}

e anche notevolmente dell'ossido di alluminio.
Altri elementi che formano ossidi anfoteri sono silicio, titanio, vanadio, ferro, cobalto, germanio, zirconio, argento, stagno, oro.
Per convenzione i composti che formano reagendo con l'acqua si inseriscono negli idrossidi, poiché esistono maggiori analogie come la solubilità che è piuttosto bassa.
Anche questi però, non bisogna dimenticare, hanno carattere anfotero: per esempio si osservi come l'Idrossido di alluminio reagisca in
- Soluzione acida: {\displaystyle {\ce {Al(OH)3 \ + \ 3HCl -> AlCl3 \ + \ 3H2O}}}
- Soluzione basica: {\displaystyle {\ce {Al(OH)3\ +\ NaOH->Na[Al(OH)4]}}}

o anche l'idrossido di berillio:
- Soluzione acida: {\displaystyle {\ce {Be(OH)2 \ + \ 2HCl -> BeCl2 \ + \ 2H2O}}}
- Soluzione basica: {\displaystyle {\ce {Be(OH)2 \ + \ 2NaOH -> Na2Be(OH)4}}}

## Nomenclatura IUPAC

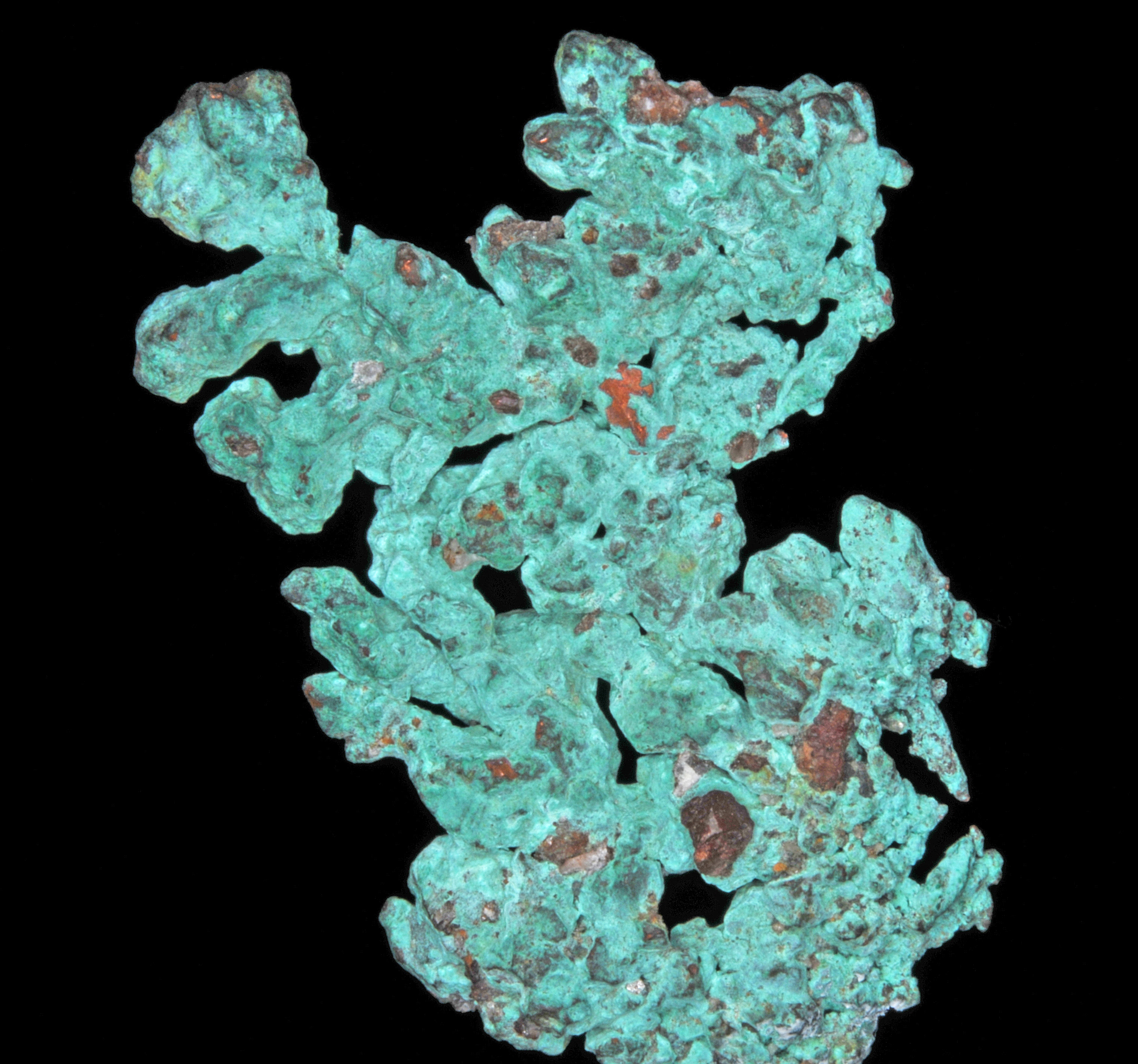
Rame nativo ossidato

La nomenclatura IUPAC è molto semplice e dipende unicamente da due fattori: dalla quantità di atomi di ossigeno e dell'elemento nella formula bruta, inserita sotto forma di prefissi derivanti dai numeri in greco.
Il rame, ha come numeri di ossidazione +1 e +2. Avremo di conseguenza per Cu2O il nome monossido di dirame e per CuO il nome monossido di rame, mentre per N2O3 il nome è triossido di diazoto, per N2O5 il nome è pentossido di diazoto.

## Nomenclatura classica
Nella nomenclatura classica ormai in disuso gli ossidi erano molto più macchinosamente e arbitrariamente distinti in base al comportamento: quelli reputati sempre basici erano detti propriamente «ossidi» mentre quelli reputati generalmente acidi erano detti «anidridi», termine che invece viene oggi utilizzato in senso più specifico.
Qui gli ossidi sono nominati in funzione del numero di atomi di ossigeno della molecola e della valenza dell'atomo del metallo nel suo stato di ossidazione più elevato. Ciò rende facilmente prevedibili le formule chimiche degli ossidi dei vari elementi chimici. Anche la formula chimica di O4, tetraossigeno, è prevedibile come elemento del gruppo 16. Un'eccezione è il rame, per il quale l'ossido dello stato di ossidazione più alto è l'ossido del rame (II) e non l'ossido del rame (I). Un'altra eccezione è il fluoruro, che non esiste come ci si potrebbe aspettare – come F2O7 –  ma come OF2 (difluoruro di ossigeno).
Poiché il fluoro è più elettronegativo dell'ossigeno, il difluoruro di ossigeno non rappresenta un ossido di fluoro, ma rappresenta invece un fluoruro di ossigeno.
Nel caso di elementi con diversi numeri di ossidazione basici, che quindi possono dare diversi ossidi, si usava la desinenza «-oso» per il più basso, e quello «-ico» per il più alto. Se il metallo ha un solo numero di ossidazione il composto si nomina scrivendo «ossido di» + nome del metallo. Era però anche possibile utilizzare prefissi come: «sottossido» con un atomo di ossigeno con metallo monovalente, nessun suffisso per un atomo di ossigeno con metallo bivalente, «sesquiossido» con tre atomi di ossigeno e metallo trivalente, «biossido» con due atomi di ossigeno e metallo tetravalente.
Per le anidridi di elementi con un solo numero di ossidazione acido, il termine è seguito dal nome dell'elemento e dalla desinenza «-ica». Ad esempio il triossido di boro B2O3, nella nomenclatura tradizionale, è chiamato «anidride borica», e il biossido di carbonio, in cui il carbonio ha ossidazione +4, è chiamato «anidride carbonica» mentre nel CO il carbonio avendo ossidazione +2 basica si chiamava ossido di carbonio.
Se i numeri di ossidazione acidi sono due, si usava il suffisso «-osa» per quello minore. Come nel caso dello zolfo:
- {\displaystyle {\ce {SO}}} →  ossido solforico (+2);
- {\displaystyle {\ce {SO2}}} → anidride solforosa (+4);
- {\displaystyle {\ce {SO3}}} → anidride solforica (+6).

Se fossero stati tre numeri di ossidazione acidi, per il minore avremmo introdotto anche il prefisso «ipo-» oltre al suffisso «-osa»; con quattro, avremmo introdotto una quarta forma con prefisso «per-» oltre al suffisso «-ica». È il caso del manganese e del cloro:
- {\displaystyle {\ce {Cl2O}}} → anidride ipoclorosa (+1);
- {\displaystyle {\ce {Cl2O3}}} → anidride clorosa (+3);
- {\displaystyle {\ce {Cl2O5}}} → anidride clorica (+5);
- {\displaystyle {\ce {Cl2O7}}} → anidride perclorica (+7).

Infine, casi particolari sono costituiti dai perossidi e dai superossidi.

## Esempi di ossidi
| Nome                | Formula | Dove si trova |
| ------------------- | ------- | --- |
| Acqua               | H2O     | Comune solvente; necessario per la vita basata sul carbonio |
| Protossido di azoto | N2O     | Gas esilarante; anestetico; prodotto dai batteri azotofissatori, presente nelle bombolette spray ed è un gas serra. |
| Anidride silicica   | SiO2    | Sabbia; quarzo |
| Magnetite           | Fe3O4   | Minerali ferrosi; ruggine, insieme all'ossido ferrico (Fe2O3) |
| Ossido di alluminio | Al2O3   | Minerali dell'alluminio; corindone; rubino (corindone con impurezze di cromo). |
| Ossido di zinco     | ZnO     | Necessario per la vulcanizzazione della gomma; additivo per calcestruzzo; creme solari; lozioni purificanti; additivo alimentare. |
| Anidride carbonica  | CO2     | Costituente dell'atmosfera terrestre, il più diffuso e importante gas serra, usato dalle piante nella fotosintesi per produrre sostanze organiche; prodotto di processi biologici come la respirazione o di reazioni chimiche come la combustione e la decomposizione chimica dei carbonati. |
| Ossido di calcio    | CaO     | Usato nel ramo delle costruzioni per produrre calcestruzzo e malta; possibile ingrediente del fuoco greco. |